# Entonyssidae
Entonyssidae es una pequeña familia de ácaros pertenecientes al orden Mesostigmata. Contiene siete géneros con nueve especies reconocidas:
- Genus Entonyssus Ewing, 1922
  - Entonyssus halli Ewing, 1922
  - Entonyssus koreansis Noh & Sohn, 1991
  - Entonyssus squamatus Fain, Kutzer & Fordinal, 1983
- Genus Cobrabyssus Fain, 1960
  - Cobrabyssus schoutedeni (Radford, 1953)
- Genus Entophiophaga Fain, 1960
  - Entophiophaga congolensis Fain, 1960
- Genus Entophioptes Fain, 1960
  - Entophioptes liophis Fain, 1960
- Genus Hamertonia Türk, 1947
  - Hamertonia bedfordi (Radford, 1937)
- Genus Ophiopneumicola Hubbard, 1938
  - Ophiopneumicola colubri Hubbard, 1938
- Genus Viperacarus Fain, 1960
  - Viperacarus europaeus Fain, 1960